# نجف‌کند
نجف‌کند (به ترکی آذربایجانی: Nəcəfkənd) یک منطقهٔ مسکونی در جمهوری آذربایجان است که در شهرستان قوسار واقع شده‌است. نجف‌کند ۲۷۴ نفر جمعیت دارد.